# Новоюліанський календар
Новоюліа́нський календа́р (також перегля́нутий юліа́нський календа́р) — вдосконалена форма юліанського календаря, заснована на циклічному обертанні Землі навколо Сонця; тривалість року становить 365,242222 діб; містить 218 високосних років на 900 років. Календар розроблений сербським астрономом, професором математики й небесної механіки Белградського університету Мілутіном Міланковичем 1923 року.
Новоюліанський календар використовує 10 з 16 автокефальних східних православних церков, зокрема Православна церква України з 1 вересня 2023 року.

## Історія виникнення календаря
Після введення григоріанського календаря в Українській Народній Республіці 1918 року, юліанський календар залишився тільки в Румунському королівстві, Королівстві Сербів, Хорватів і Словенців та Грецькому королівстві, в яких сильною була негативна пам'ять про католицьку експансію. Особливо гостро ця проблема постала у нововиниклому Королівстві Сербів, Хорватів та Словенців, яке об'єднало як православних, так і римо-католиків. Стратегія уніфікації в рамках югославського панславістського проєкту вимагала пошуків спільної дати святкування Різдва і змусила церкву і урядові органи зайнятися календарною реформою.
У травні 1923 року у Вселенському патріархаті відбувся конгрес (зібрання) православних східних церков, скликаний патріархом Мелетієм IV. На ньому було обговорено календарне питання і прийнято рішення про реформу. Щоб усунути вади як юліанського, так і григоріанського календаря, було вирішено запровадити календар, розроблений сербським астрономом, професором математики і небесної механіки Белградського університету Мілутіном Міланковичем.
Новоюліанський календар був проголошений Вселенським патріархатом без згоди трьох Східних найстаріших після Константинопольського патріархатів: Александрійського, Антіохійського та Єрусалимського — представники яких відмовилися бути присутніми на конгресі. Не брали участь у конгресі Синайська архієпископія, і навіть Болгарська церква (Константинопольська Патріархія тоді вважала її схизматичною). У роботі наради брали участь архієреї Православної Російської Церкви — Кишинівський та Хотинський архієпископ Анастасій (Грибановський)..
Стаття Міланковича, що з'явилася 1924 року в астрономічному віснику «Astronomische Nachrichten», називалася: «Кінець юліанського календаря і новий календар Східної Церкви». Календар назвали новоюліанським. Як і григоріанський, він побудований на основі юліанського календаря. У деякі роки, що за юліанським календарем мають бути високосними, 366-й день (29 лютого) не додається («пропускається»). У новоюліанському календарі «пропускається» 7 діб на 900 років, тоді як у григоріанському — 3 доби на 400 років. У період від 1 березня 1600 року до 28 лютого 2800 року новоюліанський календар повністю збігається з григоріанським.

## Використання
Нині новоюліанський календар використовують 10 із 16 помісних автокефальних Східних православних церков, зокрема Вселенський патріархат Константинополя, Александрійський патріархат, Антіохійський патріархат, Румунська православна церква, Болгарська православна церква, Церква Кіпру, Церква Греції, Автокефальна православна церква Албанії, Православна церква України та Православна церква Чеських земель і Словаччини. Також його використовують чотири з двадцяти трьох Східних католицьких церков, а саме Болгарська греко-католицька церква, Греко-візантійська католицька церква, Румунська греко-католицька церква та Українська греко-католицька церква. 
6 із 16 помісних автокефальних Східних православних церков використовують старий стиль, тобто юліанський календар, зокрема Єрусалимська, Російська, Сербська, Грузинська, Польська та Македонська православні церкви.
При цьому скрізь, крім Православної церкви Фінляндії, дата Великодня обчислюється за юліанським календарем.

### Україна
Православна Церква України для обчислення свят користується новоюліанським календарем, але до 1 вересня 2023 року користувалася юліанським календарем. З початком російсько-української війни та після того, коли 2017 року Різдво Христове 25 грудня за григоріанським календарем стало державним вихідним в Україні, питання щодо перенесення святкування на 25 грудня за новоюліанським і григоріанським календарями активізується щороку з наближенням Різдва. 18 грудня 2021 року митрополит Київський Епіфаній висловив сподівання, що українці впродовж наступних 10 років, у своїй більшості, перейдуть на новоюліанський календар.
Питання календарної реформи гостро постало після початку повномасштабного російського вторгнення в Україні в 2022 році. 18 жовтня 2022 року Православна церква України дозволила парафіям звершити різдвяне богослужіння 25 грудня за новоюліанським календарем. 2 лютого 2023 року Священний Синод ПЦУ дозволив та затвердив порядок благословення парафіям та монастирям на повне використання новоюліанського календаря, а 24 травня 2023 року було вирішено провести засідання Архиєрейського Собору, де буде винесено питання календарної реформи, на якому було вирішено про перехід на новоюліанський календар з 1 вересня 2023 року зі збереженням юліанської Пасхалії. 27 липня 2023 року перший Помісний Собор Православної Церкви України підтримав рішення про календарну реформу майже одноголосно (155 ''за'' зі 160 голосів).
1-2 лютого 2023 року у Львові-Брюховичах Архиєрейський Синод УГКЦ вирішив, що з 1 вересня 2023 року Українська греко-католицька церква в Україні переходить на новий стиль для нерухомих свят із збереженням чинної Пасхалії, про що повідомив верховний архиєпископ Святослав 6 лютого 2023 року.

## Дати переходу східних церков
- 10 (23) березня 1924: Вселенський патріархат Константинополя, Церква Кіпру та Церква Греції;
- 1 (14) жовтня 1924: Румунська православна церква;
- 1 (14) жовтня 1928: Александрійський патріархат та Антіохійський патріархат;
- 30 березня (12 квітня) 1937: Автокефальна православна церква Албанії;
- 7 (20) грудня 1968: Болгарська православна церква;
- 14 (27) серпня 1998: Православна церква Чеських земель і Словаччини[17];
- 19 серпня (1 вересня) 2023: Православна церква України.

Спроби переходу на новоюліанський календар і повернення назад до юліанського календаря були в деяких православних церквах:
- 2 (15) жовтня 1923 — Російська православна церква: був формально введений патріархом Тихоном. Однак це нововведення, хоча було прийнято практично всіма московськими парафіями, загалом викликало незгоду в церкві, тому вже 8 листопада 1923 року патріарх Тихон розпорядився «повсюдне і обов'язкове введення нового стилю в церковне вживання тимчасово відкласти». Таким чином, новоюліанський календар діяв у Російській православній церкві лише 24 дні. Нині новоюліанський календар використовують румунські парафії Чернівецько-Буковинської єпархії Московського патріархату[18]);
- 1 (14) жовтня 1924 — Польська православна церква: на практиці перейшли лише деякі парафії, а 2 (15) червня 2014 року Польська православна церква повернулася до юліанського календаря, допустивши і використання новоюліанського календаря.

## Особливості
Новоюліанський календар заснований на 900-річному циклі. Протягом цього періоду скасовуються 7 із 9 вікових високосів. За високосні приймаються ті вікові роки, при діленні порядкового номера яких на 900 у залишку залишається 200 або 600. Починаючи з 2000 року, такими будуть: сам 2000, 2400, 2900, 3300, 3800 і т. д.
Таким чином, рік вважається переступним, якщо:
- його номер без залишку ділиться на 4 і не ділиться на 100 або
- його номер ділиться на 900 із залишком 200 або 600.

Всього на 900 років припадає 682 простих і 218 високосних років (в юліанському 400-річному циклі є 300 простих і 100 високосних, в григоріанському — 303 простих і 97 високосних років).
Григоріанський рік: 365,2425 діб = 365 + 0,25 — 0,01 + 0,0025 = 365 + 1/4 — 1/100 + 1/400
Новоюліанський рік: 365,242222… діб = 365 + 0,25 — 0,01 + 0,002222… = 365 + 1/4 — 1/100 + 2/900
Середня тривалість року в новоюліанському календарі становить 365,242222 доби. Це більше тривалості тропічного року (365,2421988 доби) на 0,000023 доби. Різниця становить менше ніж дві секунди. Розбіжність в одну добу набігає приблизно за 43 500 років. Однак, точність новоюліанського календаря вища, ніж григоріанського, лише якщо обчислювати тропічний рік у секундах атомного або ефемеридного часу. Проте період осьового обертання Землі поступово збільшується, і тривалість тропічного року, виміряна в сонячних добах (а не в секундах), скорочується. Ця величина протягом декількох тисячоліть коливається між 365,2423 і 365,2424; та, ймовірно, наступні кілька тисяч років буде поводити себе подібним чином.
За новоюліанським календарем помилка в одну добу порівняно з тропічним роком накопичується приблизно за 43 500 років. Для порівняння, така ж помилка в юліанському накопичується приблизно за 128 років, а в григоріанському — приблизно за 3300 років.

## Таблиця відповідності календарів
Графа «століття» означає період часу з 1 березня останнього року попереднього століття по останній день лютого (28 або 29) останнього року зазначеного століття.
Інші три графи означають різницю (в днях) між новоюліанським і юліанським, григоріанським і юліанським, новоюліанським і григоріанським календарями, відповідно.
| Століття | Новоюліанський − Юліанський | Григоріанський − Юліанський | Новоюліанський − Григоріанський |
| -------- | --------------------------- | --------------------------- | ------------------------------- |
| I        | −2                          | −2                          | 0                               |
| II       | −1                          | −1                          | 0                               |
| III      | −1                          | 0                           | −1                              |
| IV       | 0                           | +1                          | −1                              |
| V        | +1                          | +1                          | 0                               |
| VI       | +2                          | +2                          | 0                               |
| VII      | +2                          | +3                          | −1                              |
| VIII     | +3                          | +4                          | −1                              |
| IX       | +4                          | +4                          | 0                               |
| X        | +5                          | +5                          | 0                               |
| XI       | +6                          | +6                          | 0                               |
| XII      | +6                          | +7                          | −1                              |
| XIII     | +7                          | +7                          | 0                               |
| XIV      | +8                          | +8                          | 0                               |
| XV       | +9                          | +9                          | 0                               |
| XVI      | +9                          | +10                         | −1                              |
| XVII     | +10                         | +10                         | 0                               |
| XVIII    | +11                         | +11                         | 0                               |
| XIX      | +12                         | +12                         | 0                               |
| XX       | +13                         | +13                         | 0                               |
| XXI      | +13                         | +13                         | 0                               |
| XXII     | +14                         | +14                         | 0                               |
| XXIII    | +15                         | +15                         | 0                               |
| XXIV     | +16                         | +16                         | 0                               |
| XXV      | +16                         | +16                         | 0                               |
| XXVI     | +17                         | +17                         | 0                               |
| XXVII    | +18                         | +18                         | 0                               |
| XXVIII   | +19                         | +19                         | 0                               |
| XXIX     | +20                         | +19                         | +1                              |
| XXX      | +20                         | +20                         | 0                               |
| XXXI     | +21                         | +21                         | 0                               |
| XXXII    | +22                         | +22                         | 0                               |
| XXXIII   | +23                         | +22                         | +1                              |
| XXXIV    | +23                         | +23                         | 0                               |
| XXXV     | +24                         | +24                         | 0                               |
| XXXVI    | +25                         | +25                         | 0                               |
| XXXVII   | +26                         | +25                         | +1                              |
| XXXVIII  | +27                         | +26                         | +1                              |
| XXXIX    | +27                         | +27                         | 0                               |
| XL       | +28                         | +28                         | 0                               |